# Holley
Holley is een Amerikaans historisch merk van motorfietsen.
De bedrijfsnaam was Holley Motor Co., Bradford (Pennsylvania).
Holley begon in 1902 met de productie van motorfietsen. Het eerste model was een 550cc-eencilinder kop/zijklepper met een achterover hellende cilinder. Die constructie werd in Europa niet of nauwelijks toegepast, maar was in de Verenigde Staten een tijdje populair omdat de cilinder op deze wijze de achterste framebuis onder het zadel verving. Bij Holley zat onder het zadel ook nog een olietank. In de eerste jaren van zijn bestaan was Holley net zo populair als Indian of Harley-Davidson, maar het kon zijn leidende positie niet handhaven en in 1910 werd de productie beëindigd.